# Bothriurus moojeni
Espèce
Bothriurus moojeni est une espèce de scorpions de la famille des Bothriuridae.

## Distribution
Cette espèce se rencontre au Brésil et au Paraguay.

## Étymologie
Cette espèce est nommée en l'honneur de João Moojen.

## Publication originale
- Mello-Leitão, 1945 : Escorpioes Sul-Americanos. Arquivos do Museu Nacional Rio de Janeiro, vol. 40, p. 7-468.